# Suvat Karadağ
Suvat Karadağ (Mazgirt, 30 oktober 1970) is een Turkse-Nederlands voormalig voetballer die doorgaans als aanvallende middenvelder of aanvaller speelde.

## Carrière
In 1992 tekende Karadağ zijn eerste profcontract bij FC Utrecht. Hij kwam voornamelijk in actie als invaller en heeft in het voorjaar van 1993 in tien wedstrijden in de Eredivisie gespeeld. Hij debuteerde op 7 maart 1993 als invaller na 46 minuten voor Robert Wijnands in de thuiswedstrijd tegen FC Twente (0-1). Verder kwam hij uit voor het tweede elftal. In maart 1994 werd Karadağ tot het einde van het seizoen verhuurd aan sc Heracles ‘74 dat uitkwam in de Eerste divisie. Met de club wist hij in de nacompetitie niet te promoveren. Bij Utrecht kwam hij hierna niet meer aan bod. 
In 1995 liep zijn contract af en ging Karadağ naar Elazığspor dat uitkwam in de Lig B. Begin 1997 ging hij naar Konyaspor eveneens spelend in de Lig B. In seizoen 1999/2000 speelde hij voor Hatayspor in de Lig B.
In 2000 ging Karadağ naar Gebzespor, dat uitkwam in de 3. Lig. In 2002 beëindigde hij zijn carrière op 32-jarige leeftijd.